# کهنک (سنگان)
کهنک روستایی در دهستان سنگان بخش مرکزی شهرستان خاش استان سیستان و بلوچستان ایران است.

## جمعیت
بر پایه سرشماری عمومی نفوس و مسکن در سال ۱۳۹۵ جمعیت این روستا ۱۷۲ نفر (۵۰خانوار) بوده‌است.